# Tenmon
Tenmon (jap. 天門; * 1971 als Atsushi Shirakawa (jap. 白川 篤史, Shirakawa Atsushi)) ist ein japanischer Komponist aus Tokio.
Er arbeitete in der Nihon Falcom Corporation als eines der Mitglieder des Falcom Sound Team J.D.K. Während seiner Zeit dort komponierte er zahlreiche Stücke für Falcom-Spiele, darunter Brandish.
Als Mitarbeiter bei minori (der ehemaligen Software-Abteilung der CoMixWave) lernte er Makoto Shinkai kennen, für dessen Filmwerke er die Soundtracks komponierte, so unter anderem für Hoshi no Koe und The Place Promised In Our Early Days.

## Werke
- 1999: Kanojo to Kanojo no Neko
- 2001: Hoshi no Koe
- 2001: Mizu no Kakera
- 2003: Tenshi no Kakera
- 2004: Haru no Ashioto
- 2004: The Place Promised In Our Early Days
- 2006: ef – a fairy tale of the two.
- 2007: Byōsoku 5 Centimeter (5 Centimeters per Second)
- 2007: ef – a tale of memories.